# الرخام الأزرق

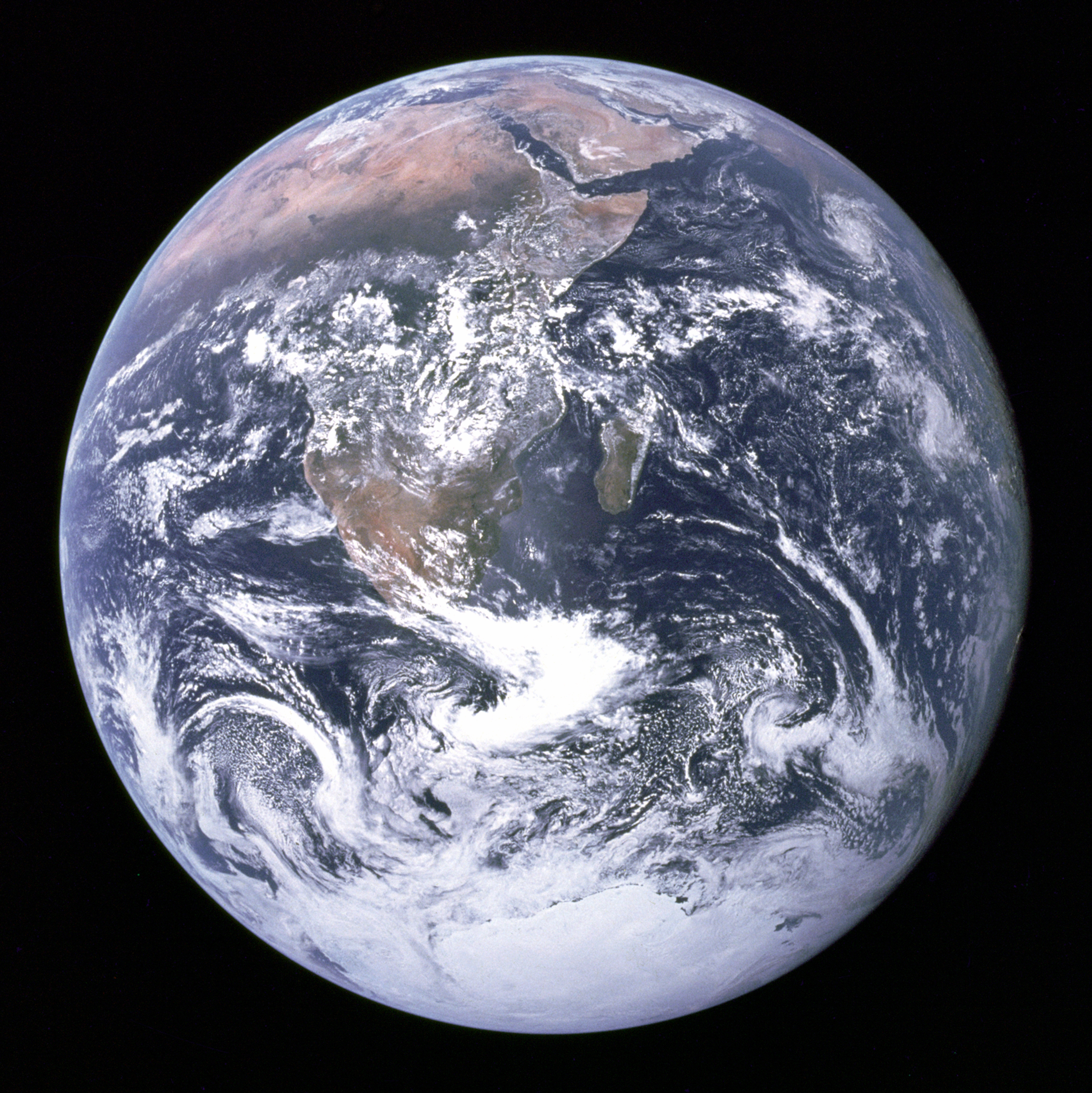
ترجمة النص الأصلي المصاحب للصورة: "منظر الأرض كما بدا لطاقم أبولو 17 المسافرين إلى القمر. هذه الصورة القمرية تمتد من منطقة البحر المتوسط إلى الغطاء الجليدي الجنوبي في أنتاركتكا، وهي المرة الأولى التي يتيح فيها مسار رحلة أبولو تصوير القطب الجنوبي. يلاحَظ الغطاء الكثيف من السحب الذي يغطي نصف الكرة الجنوبى أغلبه. يُرى ساحل أفريقيا بأكمله تقريبا، والجزيرة الكبيرة قبالة ساحل أفريقيا هي مدغشقر، وتظهر شبه الجزيرة العربية في الركن الشمالي الشرقي لأفريقيا، بينما باقي آسيا في الأفق الشمالي الشرقي".

الرخام الأزرق (بالإنجليزية: The Blue Marble) إحدى أشهر الصور التي التقطت للكرة الأرضية من الفضاء، وقد التقطت في 7 ديسمبر 1972 من مركبة الفضاء الأمريكية أبولو 17 من مسافة 29000 كيلومتر من سطح الأرض.
وقد أطلقت ناسا الاسم ذاته على مجموعة أحدث من الصور عالية الميز التي التقطت لكوكب الأرض جُمعت بانتقائها من صور التقطتها السواتل عبر الزمن، لاستبعاد ظهور السحب فيها بقدر الإمكان. وهي واحدة من أكثر الصور استنساخًا في التاريخ.

## الصورة
الصورة هي واحدة من الصور القليلة التي يظهر فيها سطح الأرض المرئي مضاء بأكمله، إذا كانت الشمس وراء ظهر رواد الفضاء عند التقاطهم الصورة، وفبدت الأرض كأنها كلة\تيلة\بلية زرقاء صغيرة، ومن هنا جاء الاسم (The Blue Marble).

## تاريخ الصورة
التقطت الصورة في 7 ديسمبر عام 1972 في الساعة 10:39 بتوقيت جرينيتش، بعد 5 ساعات و6 دقائق من إطلاق المركبة الفضائية، وبعد ساعة و54 دقيقة من مغادرة المركبة مدار الوقوف حول الأرض متخذه مجراها نحو القمر.
ساعة إطلاق أبولو 17 كانت 17:33 بتوقيت جرنتش أي أن أفريقيا كانت في النهار أثناء الساعات الأولى لانطلاق المركبة، وباقتراب الانقلاب الشتوي فإن أنتاركتكا كانت في النهار كذلك.
السجل الرسمي للصورة هو AS17-148-22727. وقد استخدم المصور كاميرا هاسلبلاد 70 ميلّمتر مع عدسة 80 ميللمتر. وتنسب وكالة ناسا رسميا الصورة إلى طاقم أبولو 17 كله؛ يوجين سيرنان ورونالد إيفانز وجاك شميدت، الذين التقطوا كلهم صورا أثناء رحلتهم باستخدم الكاميرا المذكورة. وبعد الرحلة ظهر أن الصورة يمكن أن يكون التقطها أي منهم إلا أن الغالب أن الذي التقطها هو جاك شميدت، بينما ينسبها البعض إلى سيرنان، غير أن أيا من الادعائين لم يثبت.
وبما أن أبولو 17 كانت آخر الرحلات المأهولة إلى القمر، إلا إنه لم يحدث منذ ذلك الحين أن كان إنسان على بعد من الأرض يتيح التقاط صورة كاملة للأرض مثل هذه.
كانت هذه أول صورة لوجه الأرض المُضاء، وقد نشرت في ذروة النشاط البيئي في سبعينيات القرن العشرين، لذا فقد عدها كثيرون تجسيدا لمدى خصوبة الأرض ورهافتها وعزلتها كموطن للجنس البشري في الفضاء الكوني الشاسع. وكان أرشيفي ناسا مايك جنتري قد تنبأ بأن الكلة الزرقاء هي أكثر الصور الفوتوغرافية تداولا في تاريخ البشرية.
كانت الصورة قد التقطت في الأصل مقلوبة للمنظور المعتاد الذي يكون فيه القطب الشمالي في الأعلى، ومتفقة مع المنظور المعتاد قديما للخرائط، إلا أنه لسبب ما جرى تدويرها قبل نشرها.

## سلسلة الصور من السواتل

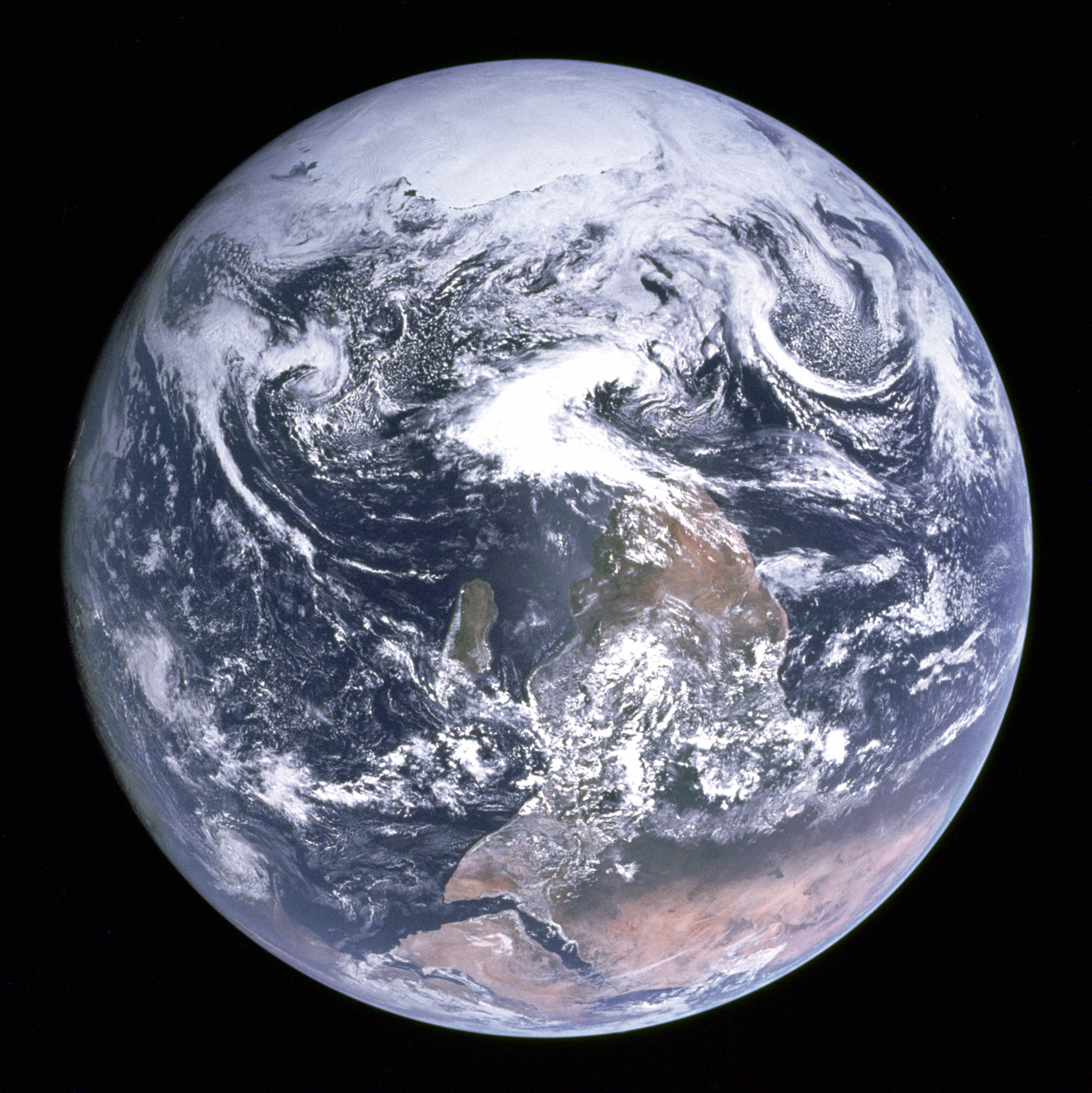
كانت الصورة في الأصل قد التقطت بحيث يظهر القطب الجنوبي في أعلاها بسبب التوجيه الذي كان عليه رواد الفضاء حينها.

سنة 2002 نشرت ناسا مجموعة كبيرة من الصورة التي التقطتها السواتل، بما فيها صورا مهيئة للمطالعة الآدمية، وصوراً خاماً لاستخدامها في أعمال أخرى مستقلة. حتى ذلك الوقت كانت نسبة 1 كم\عنصورة هي أكثر درجة تفصيل للصور يمكن الحصول عليها مجانا ويسمح بإعادة استخدامها بلا قيد.
لذا فقد لقي إصدار الصور ترحيبا بالغا وتلاه إصدار صور أخرى سنة 2005 باسم الكلة الزرقاء: الجيل التالي (بالإنجليزية: The Blue Marble: Next Generation)، وفي تلك المرة أنتجت الصور باستخدام أدوات مؤتمتة لانتخاب الصور مكنت من نشر صور للكوكب كله في كل شهر من أشهر السنة وكلها خالية من السحب، وبدرجات ميز أعلى (500 متر\عنصورة). وفد كانت الإصدارة السابقة لمجموعة واحدة من الصور تغطي كوكب الأرض كله لا تعكس التغير الموسمي للنباتات والثلوج، وهو ما تلافاه هذا الإصدار.
توجد كذلك مستعرضات تفاعلية لتلك البيانات، تفاصيلها موجود في موقع ناسا.

## استخدامات أخرى للاسم
أطلق اسم الكلة الزرقاء على إصدرات لاحقة لصور كوكب الأرض من الفضاء بدرجات أعلى من الميز، وهو موجود مع الصورة ذاتها في راية الأرض الذي تستخدمها المنظمات البيئية أو الشركات التي تسعى لإظهار ذاتها بمظهر الواعية بيئيا.